# Sculptures utilitaires

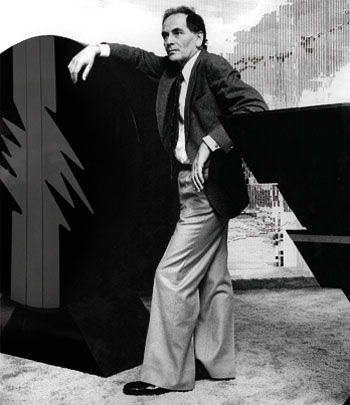
Pierre Cardin dans un salon à Saint-Honoré, à proximité du mobile Eclair, 1977.

Sculptures Utilitaires est une collection de meubles de design créés par le Studio Pierre Cardin des années 1970 jusqu’à aujourd’hui. Il s’agit de sculptures qui ajoutent à leur fonction décorative celle de l’utilité. Cachés habilement par des formes sinueuses, les « Sculptures Utilitaires » cachent meubles ou accessoires d'usage courant qui trouvent utilité dans tous les foyers.

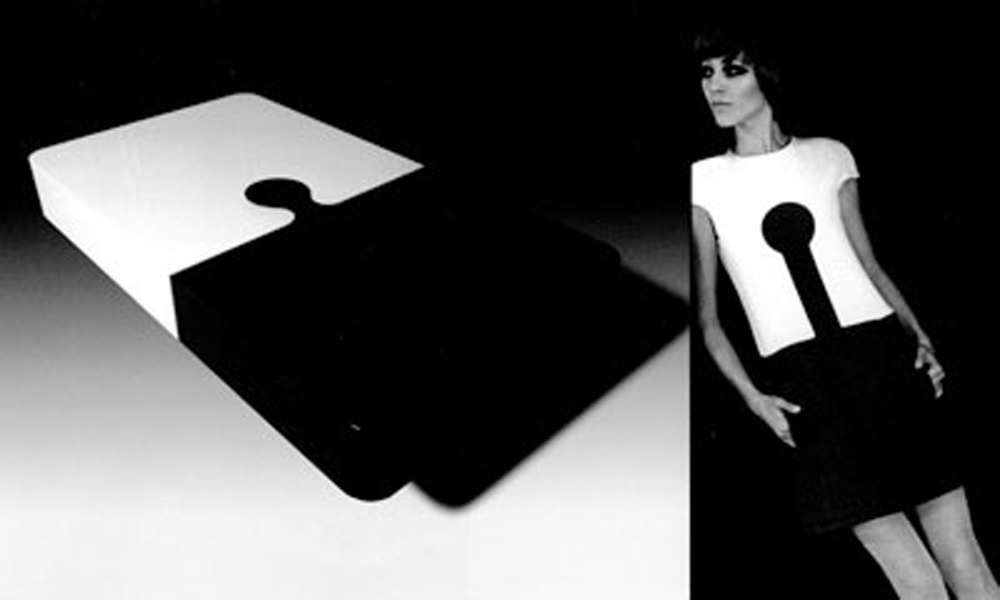
La table et la robe "Espace".

Pierre Cardin a commencé sa production de meubles haute couture en 1977, comme relance aux créateurs français à plus d’imagination en matière de mobilier : en résulte une collection complète de meubles élégants aux formes sinueuses qui peuvent trouver leur place dans tous les foyers. 
À partir de 1977, le Studio Pierre Cardin a produit des sculptures d’incroyable valeur artistique[citation nécessaire] en reprenant parfois certains thèmes caractéristiques des collections de mode Pierre Cardin. Le thème de L’amour en est un exemple : la ligne de sculptures Homme et femme a été créée par reprise de la robe Espace.
Pierre Cardin s’amuse, en effet, a considérer le meuble comme une robe en sculpture : « C’est idiot de placer un meuble contre un mur […], si mes meubles sont recto verso, c’est pour être vus sous tous les angles. De dos comme de face. » C'est le concept duquel va partir la ligne créative du Studio Pierre Cardin, la rendant unique et inimitable[citation nécessaire].
Le style de la collection Sculptures Utilitaires a changé avec le temps, mais pas sa capacité d’étonner et exciter[citation nécessaire].
À partir de 2007, les Sculptures Utilitaires reprennent presque exclusivement les formes de la nature, en les accentuant avec couleurs vives et spéciales traitements de laquage qui les rendent incroyablement élégantes[citation nécessaire]. Il en est un exemple la ligne "Boa" qui, composée par table, console et chaise, crée une élégante composition pour la salle à manger : sculptures simples, mais, en même temps, capables de créer un effet scénique incroyablement agréable[citation nécessaire].

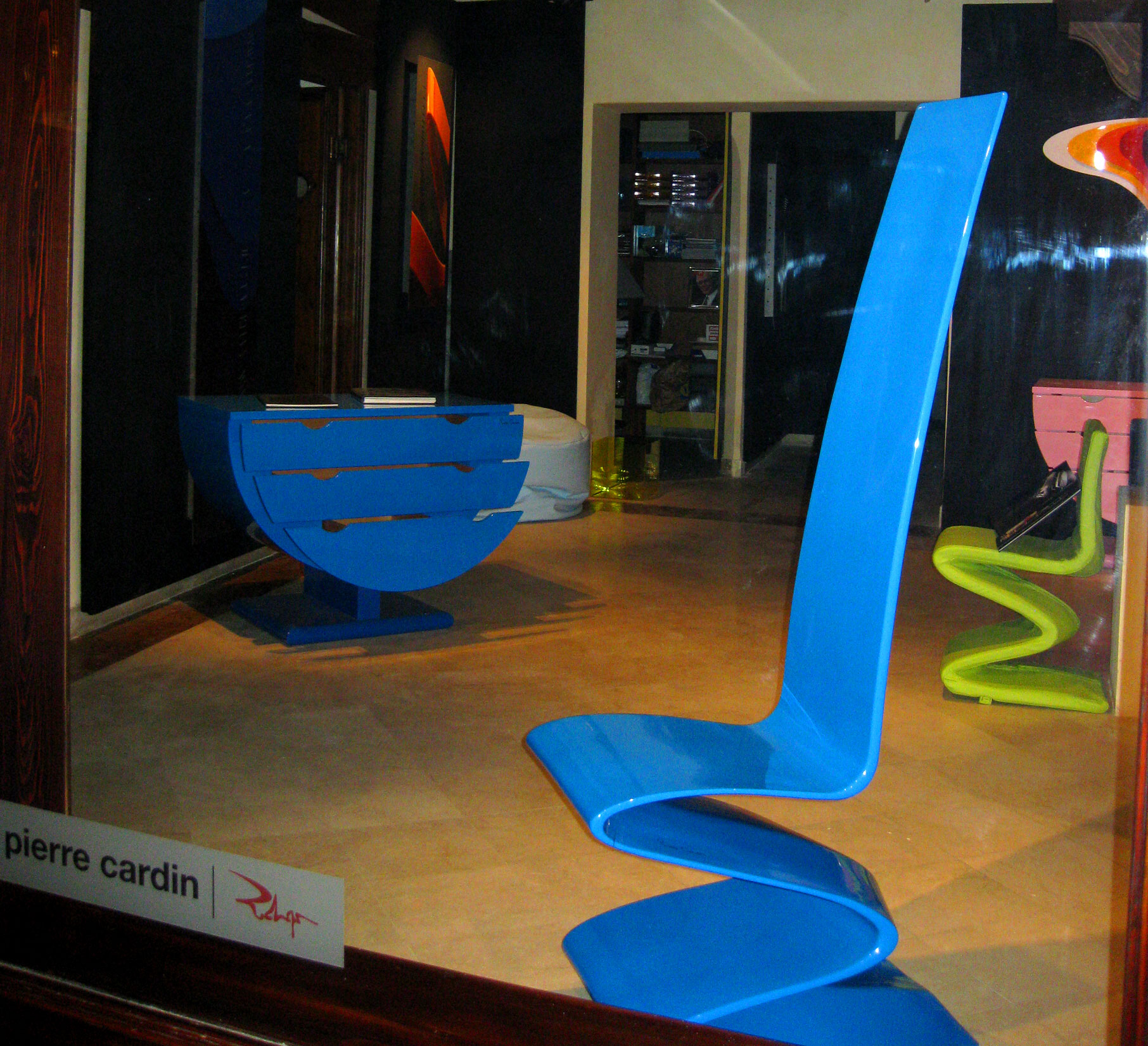
La chaise "Boa" dans le showroom Sculptures Utilitaires à Venise.

Grâce à leur exclusivité et élégance[citation nécessaire], certains pièces de la collection Sculptures Utilitaires ont littéralement été partout dans le monde. Au fil des années, elles ont été présentées à New York, Paris, Monte-Carlo et plusieurs autres villes. Certains exemplaires sont toujours exposés au Musée Pierre Cardin de Paris.